# Sun Wen
Sun Wen (cinese semplificato: 孙雯; cinese tradizionale: 孫雯; pinyin: Sūn Wén; Shanghai, 6 aprile 1973) è un'ex calciatrice cinese, di ruolo attaccante.

## Carriera
Con 106 reti siglate detiene il record di marcature per la nazionale cinese.
Ha partecipato ai Giochi olimpici del 1996 e del 2000. In quest'ultima edizione ha vinto la medaglia d'argento.

## Palmarès

### Individuale
- Pallone d'oro del campionato mondiale: 1

Stati Uniti 1999
- Scarpa d'oro del campionato mondiale: 1

Stati Uniti 1999 (7 gol)